# Cruzeta
Cruzeta är en kommun i Brasilien.   Den ligger i delstaten Rio Grande do Norte, i den östra delen av landet, 1 600 km nordost om huvudstaden Brasília. Antalet invånare är 7 968.
Omgivningarna runt Cruzeta är huvudsakligen savann. Runt Cruzeta är det glesbefolkat, med 18 invånare per kvadratkilometer.